# Jewgeni Pawlowitsch Gradowitsch

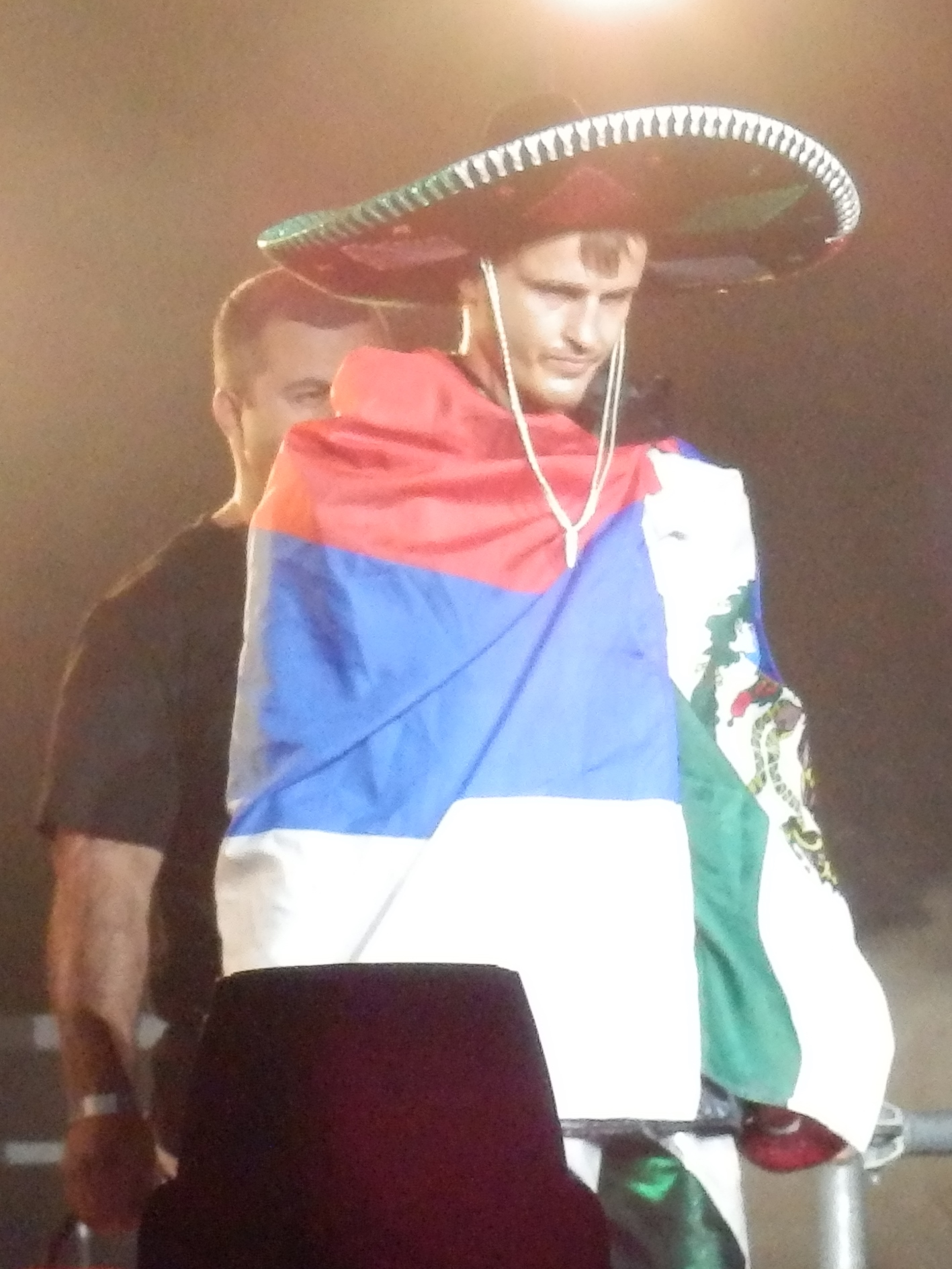
Jewgeni Pawlowitsch Gradowitsch

Jewgeni Pawlowitsch Gradowitsch (russisch Евгений Павлович Градович; * 7. August 1986 in Igrim, Sowjetunion) ist ein russischer Boxer im Federgewicht. Er wird von Top Rank promotet und von Egis Klimas gemanagt.

## Karriere
Er war ungeschlagen, als er am 1. März im Jahre 2013 gegen den Australier Billy Dib durch eine einstimmige Punktrichterentscheidung Weltmeister des Verbandes IBF wurde. Diesen Titel verteidigte er insgesamt viermal und verlor ihn Ende Mai 2015 durch eine „technische Entscheidung“ in Runde 8 an den Briten Lee Selby. Am 24. Oktober desselben Jahres bezwang er in einem Nicht-Titelkampf den Brasilianer Aldimar Silva Santos über 8 Runden durch geteilte Punktentscheidung.